# Fill Us with Fire
«Fill Us with Fire» es el trigésimoséptimo disco sencillo del dueto inglés de música electrónica Erasure, publicado el 12 de marzo de 2012.
Fill Us with Fire es el tercer corte del álbum Tomorrow's World. Exclusivamente en Alemania se optó por el tema A Whole Lotta Love Run Riot (versión del álbum) como tercer corte -sólo como descarga digital- en lugar de Fill Us with Fire.

## Lista de temas
Disco Compacto y bajada digital
1. Fill Us With Fire (Single Mix) 3:18
2. Shot To The Heart (previamente solo por Itunes) 3:18
3. Fill Us With Fire (Gareth Jones Extended 'Fired Up' Remix) 7:24
4. A Whole Lotta Love Run Riot – (Q Remix) 7:28
5. Fill Us With Fire – (JRMX Remix) 7:24
6. A Whole Lotta Love Run Riot – (Wayne G Remix) 5:48
7. Fill Us With Fire – (Liam Keegan Remix) 6:09
8. Be With You – (DJ Yiannis Remix) 7:36

## Créditos
Producido por Frankmusik excepto Shot to the Heart que fue producida por Vince Clarke. Todas las canciones fueron compuestas por (Clarke/Bell).

### Datos técnicos
- Fill Us With Fire (single mix)

Mezclada por Adrian Hall.
- Shot To The Heart

Mezclada por Timothy 'Q' Wiles en el institute of Gizmology.
- Fill Us With Fire (Gareth Jones Extended 'Fired Up' Remix)

Mezcla extendida y synth adicionales por Gareth Jones.
- A Whole Lotta Love Run Riot – (Q Remix)

Remezcla y producción adicional por Wayne G & Andy Allder.
- Fill Us With Fire – (JRMX Remix)

Remezcla y producción adicional por JMRX.
- A Whole Lotta Love Run Riot – (Wayne G Remix)

Remezcla y producción adicional por Timothy 'Q' Wiles.
- Fill Us With Fire – (Liam Keegan Remix)

Remezcla y producción adicional por Liam Keegan.
- Be With You – (DJ Yiannis Remix)

Remezcla y producción adicional por DJ Yiannis.

#### Arte
- Diseño: Tom Hingston Studio
- Esculturas: Kate Macdowell
- Fotografía: Dan Kvitka

## Datos adicionales
El tema Fill Us with Fire durante la etapa previa a la grabación final tenía el nombre provisorio Big Song y así fue grabado como demo. Esta grabación puede encontrarse el disco 2 de la edición de lujo del álbum Tomorrow's World.